# Pascase Maupair
Pascase Maupair (falecido em 1551) foi um prelado católico romano que serviu como bispo titular de Selymbria de 1533 a 1551.

## Biografia
Pascase Maupair foi ordenado sacerdote na Ordem dos Pregadores. No dia 3 de Setembro de 1533 foi nomeado durante o papado de Clemente VII como Bispo Titular de Selymbria, onde serviu como bispo até à sua morte em 1551. Enquanto bispo, foi o co-consagrador principal de Nicolaas van Nieuwland, Bispo Auxiliar de Utrecht.